# Ramsay Wedge
Il Ramsay Wedge è un sottile sperone roccioso, lungo circa 3,7 km alto circa 1.200 m, situato circa 3,7 km a sudovest del Monte Absalom nella parte sudoccidentale dei Monti Herbert, della Catena di Shackleton, Terra di Coats in Antartide. 
Nel 1967 fu effettuata una ricognizione aerofotografica da parte degli aerei della U.S. Navy. Un'ispezione al suolo fu condotta dalla British Antarctic Survey (BAS) nel periodo 1968-71.
Ricevette l'attuale denominazione nel 1971 dal Comitato britannico per i toponimi antartici (UK-APC), in onore del geologo scozzese Andrew Ramsay (1814–91), che fu il primo a riconoscere l'origine glaciale delle rocce del bacino e che divenne direttore generale della British Geological Survey nel periodo 1871-81.